# Lawrence Dane
Lawrence Dane, właśc. Lawrence Joseph Zahab (ur. 3 kwietnia 1937 w Masson, zm. 21 marca 2022 w Niagara-on-the-Lake) – kanadyjski aktor, scenarzysta, reżyser i producent filmowy.

## Życiorys
Urodził się w Masson w prowincji Quebec w rodzinie pochodzenia libańskiego. Wychował się w Ottawie. Uczęszczał do szkół publicznych Connaught i Devonshire oraz Ottawa Tech. Uczęszczał także na zajęcia do LaSalle Academy.
W 1958 wystąpił na scenie jako stary policjant w sztuce Thorntona Wildera Nasze miasto w reżyserii Lynne Gorman. W 1959 grał Pana Allen w przedstawieniu Ciemność księżyca (Dark of the Moon) w Ottawa Little Theatre. W 1962 na festiwalu teatralnym w Stratford w Ontario występował w spektaklach: Makbet w roli Angusa, Burza i Cyrano de Bergerac.
Jego kariera na ekranie rozpoczęła się w 1959 gdy wystąpił gościnnie jako Granz w odcinku serialu CBC/Radio-Canada Nieprzewidziane (The Unforeseen). Był nominowany do nagrody Genie za drugoplanową rolę trenera Walkera w dramacie sportowym Biegacz (1979). W 1984 zadebiutował jako scenarzysta i reżyser melodramatu Boskie ciała (Heavenly Bodies).
21 marca 2022 zmarł na raka trzustki w Niagara-on-the-Lake w Ontario w wieku 84 lat.

## Filmografia

### Filmy
- Biegacz (Running, 1979) jako trener Walker
- Skanerzy (Scanners, 1981) jako Braedon Keller
- Upiorne urodziny (Happy Birthday to Me, 1981) jako Harold „Hal” Wainwright
- Millennium (1989) jako kapitan Vern Rockwell
- W krzywym zwierciadle: Szkolna wycieczka (National Lampoon’s Senior Trip, 1995) jako senator John Lerman
- Człowiek ciemności II: Durant powraca (Darkman II: The Return of Durant, 1995) jako dr Alfred Hathaway
- Czy to ty, czy to ja? (It Takes Two, 1996) jako pan Kensington
- Narzeczona laleczki Chucky (Bride of Chucky, 1998) jako porucznik Preston
- Przebudzenie miłości (Waking the Dead, 2000) jako gubernator Kinosis
- Porwanie na żądanie (King’s Ransom, 2005) jako oficer Holland

### Seriale
- Mission: Impossible (1967) jako dr Anton Yubov
- Bonanza (1969) jako Paul Rodgers
- Mission: Impossible (1969) jako komandor Juan Acero
- Mission: Impossible (1971) jako Martin Stoner
- Niebezpieczna zatoka (Danger Bay, 1986−1988) jako Montgomery Dunn
- Nowa seria Alfred Hitchcock przedstawia (The New Alfred Hitchcock Presents, 1987) jako pan Adams
- Airwolf (1987) jako komandor Kirov
- McCall (The Equalizer, 1988) jako Arthur Trent
- Nowa seria Alfred Hitchcock przedstawia (The New Alfred Hitchcock Presents, 1988) jako Joe Metcalf
- Żar tropików (Tropical Heat, 1992) jako Plentera
- Legendy Kung Fu (Kung Fu: The Legend Continues, 1994) jako Sibert
- Mroczne dziedzictwo (Poltergeist: The Legacy, 1996) jako Sir Edmund Tremain
- Mroczne dziedzictwo (Poltergeist: The Legacy, 1997) jako Ned Gregson
- Opowiastki z krypty (New Tales from the Cryptkeeper, 1999) jako John (głos)
- Gwiezdne wrota (Stargate SG-1, 2001) jako generał dywizji Bauer
- Doc (2001)
- Queer as Folk (2001) jako Jack Kinney
- W świecie mitów (MythQuest, 2001) jako król Minos
- Oczy Angeli (Angela’s Eyes, 2006) jako August Lambert
- Punkt krytyczny (Flashpoint, 2011) jako Arthur Bell